# Parque nacional Blackwood
Blackwood es un parque nacional en Queensland (Australia), ubicado a 924 km al noroeste de Brisbane.

## Datos
- Área: 16 km²
- Coordenadas: 21°27′42″S 146°42′54″E / -21.46167, 146.71500
- Fecha de Creación: 1991
- Administración: Servicio para la Vida Salvaje de Queensland
- Categoría IUCN: II

Véase también:
- Zonas protegidas de Queensland

- Datos: Q122412